# Tsukioka Toshiaki
Toshiaki Tsukioka (sinh ngày 14 tháng 11 năm 1971) là một cầu thủ bóng đá người Nhật Bản.

## Sự nghiệp câu lạc bộ
Toshiaki Tsukioka đã từng chơi cho Sanfrecce Hiroshima.